# Leese

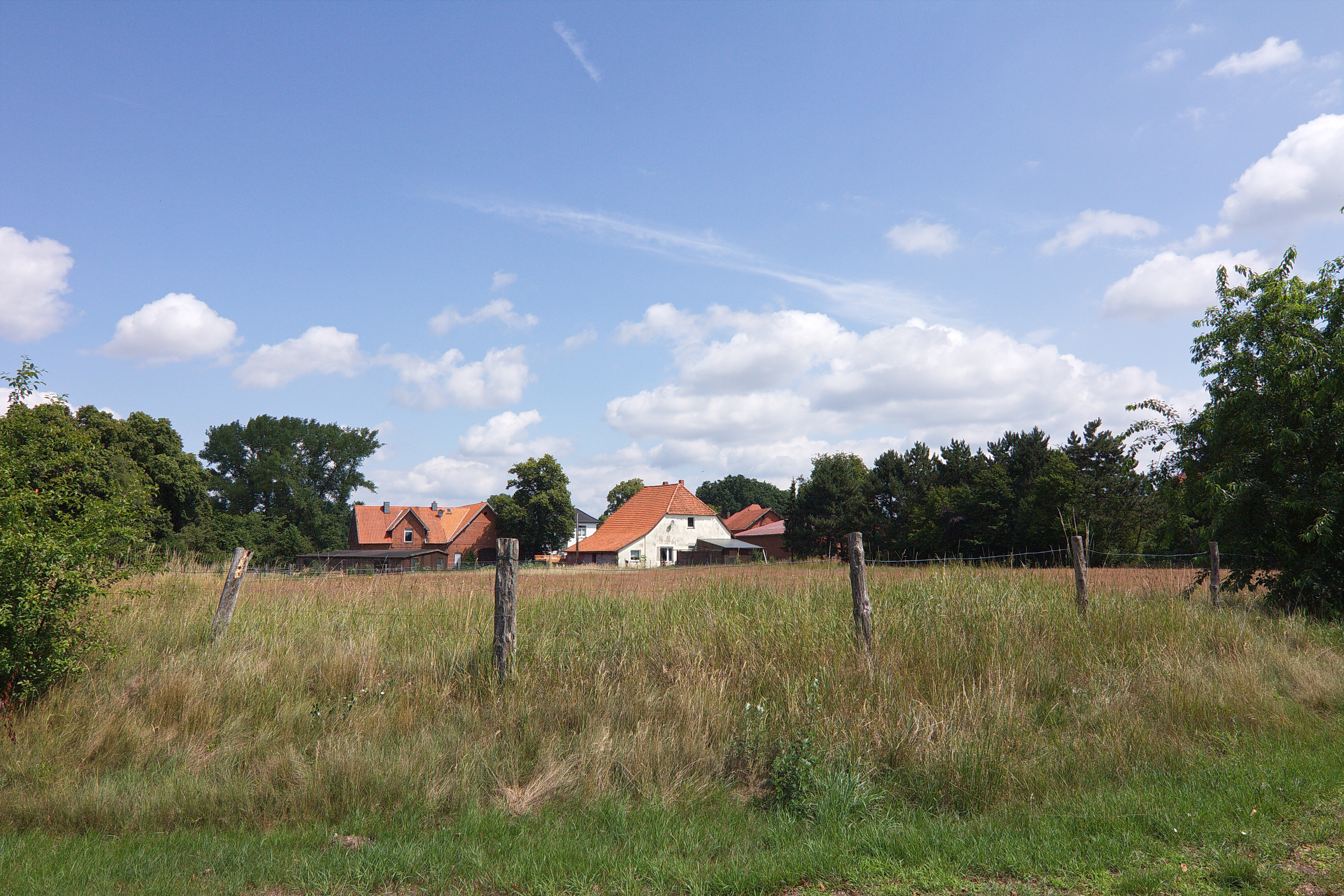
Blick auf Leese

Leese ist eine Mitgliedsgemeinde der Samtgemeinde Mittelweser im Landkreis Nienburg/Weser in Niedersachsen an der Weser.

## Geografie
Leese liegt an der Mittelweser in einer Marsch- und Geestlandschaft.

## Geschichte
Leese war eine der ersten Siedlungen im Mittelwesergebiet. Archäologische Funde weisen auf eine jungsteinzeitliche Besiedlung vor rund 4000 Jahren im Bereich von Leese hin. Die Bewohner bearbeiteten die leichten Flugsandböden im Osten des heutigen Dorfes mit primitiven Pflügen. Die Bestattung der Verstorbenen erfolgte unter Hügelgräbern. Rund 20 Hügelgräber konnten nachgewiesen werden, deren Alter auf etwa 1800 Jahre vor Christus geschätzt wird. Weitere Ansiedlungen lagen am Terrassenrand zur Weser (Zappenberg).
Bei der Ausgrabung des Urnengräberfeldes Leese durch das Institut für Denkmalpflege zwischen 1978 und 1980 im „Kleinen Feld“ wurde das größte Urnengräberfeld der vorrömischen Eisenzeit Norddeutschlands mit etwa 1100 Bestattungen entdeckt. Die Urne im Leeser Wappen weist darauf hin. Um Christi Geburt wohnten hier die germanischen Angrivarier (= Wiesenleute), südlich davon die Cherusker.
Lange galt Leese als Ort der Schlacht am Angrivarierwall um 16 nach Christus zwischen den Römern unter Germanicus und den Germanen unter Hermann, dem Cherusker. Die Reste eines alten Verteidigungswalls, der wohl quer durch das Dorf führte und anfangs als Beleg für diese Vermutung diente, wurde allerdings später als „aus dem Mittelalter stammend“ eingeschätzt. Die Gründung des heutigen Ortes Leese wird von Fachleuten etwa 400 Jahre nach Christus angenommen. Die Ersterwähnung von „Kerclese“ erfolgte 1164 in einem Dokument, das sich im Staatsarchiv Münster befindet.
In der Gemarkung befinden sich die wüsten Orte Om, Marslo und Osterleese. In alten Aufzeichnungen des Klosters Loccum tauchen die Namen dieser vergessenen Dorfschaften auf. Die Bewohner gaben ihre Dörfer wegen der dauernden Fehden zwischen den Grafen von Hoya und den Bischöfen von Minden auf und siedelten sich im späteren Leese an. Im Dreißigjährigen Krieg litt der Ort stark, profitierte aber später als bedeutende Poststation vom Handel auf der alten Route längs und über die Weser. 1790 wurde der kleine Nachbarort Hahnenberg gegründet und kirchlich Leese zugeordnet.
Das ehemals durch die Landwirtschaft geprägte Dorf hat sich seit Beginn des 20. Jahrhunderts durch den Bau mehrerer Eisenbahnlinien und den Kreuzungspunkt der Bundesstraßen 215, 441 und 482, allesamt alte Heerstraßen, erheblich gewandelt. Seit Dezember 1898 war Leese durch die Steinhuder Meer-Bahn an das Schienennetz angeschlossen. Im Sommer 1935 wurde der Betrieb auf deren Streckenabschnitt Uchte–Rehburg Stadt wegen unzureichender Auslastung eingestellt. Mit der Bahnstrecke Nienburg–Minden war ab Mai 1921 Leese-Stolzenau unmittelbar an das staatliche Eisenbahnnetz angeschlossen.
Im Jahr 1937 erregte die Ermordung der Jagdpächter Hambster und Thürnau bei Leese durch zwei einheimische Wilddiebe großes Aufsehen, ein Gedenkstein am Tatort in der Seggeriede erinnert an die Tat.
In den Jahren von 1937 bis 1943 wurde nordöstlich des Ortes eine Kampfstofffabrik angelegt.
Zum Ende des Zweiten Weltkriegs sprengten deutsche Soldaten am 5. April 1945 die Weserbrücke zwischen Leese und Stolzenau. Obwohl die Ortschaft verteidigt wurde, gelang den britischen Truppen die Überquerung der Weser. Die Leeser Bevölkerung floh in die östlich gelegenen Wälder. 21 Häuser wurden durch die Kriegseinwirkungen zerstört. Über hundert britische und deutsche Soldaten fielen bei den Kämpfen. Dazu entstand eine Kriegsgräberstätte in der Ortsmitte. Soldaten der britischen Besatzungsmacht besetzen die fast betriebsbereite, im Oehmer Feld befindliche Kampfstofffabrik und sprengten viele Bunker. Das Land Niedersachsen betreibt hier seit 1997 die Landessammelstelle für radioaktive Abfälle, das als Zwischenlager bis zur geplanten Abgabe an ein Endlager dient und auch das Inventar der im Jahr 2000 aufgegebenen Anlage in Steyerberg enthält.
In der Nachkriegszeit nahm Leese über 1000 Heimatvertriebene aus dem Osten des früheren Deutschen Reichs auf, von denen viele blieben und sich integrierten.
Bis Anfang der 1980er-Jahre ging man davon aus, dass die erste schriftliche Urkunde über Leese aus dem Jahre 1183 stammte. Diese ist in den Calenberger Urkunden des Klosters Loccum aufgezeichnet. Folgerichtig feierte die Gemeinde Leese im Jahr 1983 ihren 800. Geburtstag. Erst kurze Zeit danach stellte sich heraus, dass Leese bereits seit 1164 existiert.
Die Gewerbe- und Industrieansiedlungen und die langjährige Stationierung der Bundeswehr beeinflussten den dörflichen Charakter des Ortes nur unwesentlich. Dagegen verliert die plattdeutsche Sprache immer weiter an Bedeutung.
Leese hat eine uralte Grenzlage, zunächst zwischen den Angrivariern und Cheruskern, später zwischen der Grafschaft Hoya und dem Bistum Minden, bis 1866 zwischen dem Königreich Hannover und dem Königreich Preußen sowie heute zwischen den Bundesländern Niedersachsen und Nordrhein-Westfalen.

## Politik

### Gemeinderat
Der Rat der Gemeinde Leese besteht aus 11 Ratsfrauen und Ratsherren. Die Ratsmitglieder werden durch eine Kommunalwahl für jeweils fünf Jahre gewählt.
Bei der Kommunalwahl 2021 ergab sich folgende Sitzverteilung:
- SPD – 8 Sitze
- CDU – 2 Sitze
- Grüne – 1 Sitz

### Bürgermeister
bisherige Amtsinhaber
- 1945–1946: Wilhelm Pickel
- 1946: Ferdinand Gerke
- 1946–1948: Fritz Ebeling
- 1948–1952: Wilhelm Hotze
- 1952–1967: Heinrich Tonne
- 1967–1981: Willi Harmening
- 1981–1994: Willi Hockemeyer
- 1994–2006: Walter Hotze
- 2006–2018: Grant Hendrik Tonne (SPD)
- seit 2018: Henning Olthage (SPD)

Gemeindedirektor
- 1945–1965: Wilhelm Pickel
- 1965–1967: Heinrich Tonne
- 1967–1968: Willi Harmening
- 1968–1983: Friedrich Wilhelm Lehmann (Samtgemeindebürgermeister Landesbergen)
- 1983–2006: Wilfried Henking (Samtgemeindebürgermeister Landesbergen)
- 2006–2007: Fritz-Karsten Hüneke (Samtgemeindebürgermeister Landesbergen)
- 2007–2011: Walter Busse (Samtgemeindebürgermeister Landesbergen)
- 2011–2016: Bernd Müller (Samtgemeindebürgermeister Mittelweser)
- seit 2016: Jens Beckmeyer (Samtgemeindebürgermeister Mittelweser)

### Wappen
Blasonierung: „In Rot ein silberner schräglinker Wellenbalken, begleitet oben von einem goldenen Posthorn und unten von einer goldenen Urne.“

## Kultur und Sehenswürdigkeiten
In der Region spricht man bis heute häufig Plattdeutsch.

### Musik
Fanfarenzug Leese e. V., Feuerwehr-Musikzug Leese, Posaunenchor Leese, Gemischter Chor im Männergesangverein von 1864 Leese e. V.

### Bauwerke
- Die 1874 eingeweihte im neugotischen Stil errichtete Leeser Kirche bildet den Mittelpunkt des Dorfkerns am neu gestalteten Kirchplatz.[7]
- Das Kriegerdenkmal steht auf einer Erhöhung, eingefasst von großen Bäumen.
- Der historische Ziehbrunnen findet sich am Kirchplatz.
- Der Jüdische Friedhof (Leese) (Landkreis Nienburg/Weser, Niedersachsen) ist ein geschütztes Kulturdenkmal. Er befindet sich an der Straße Zappenberg

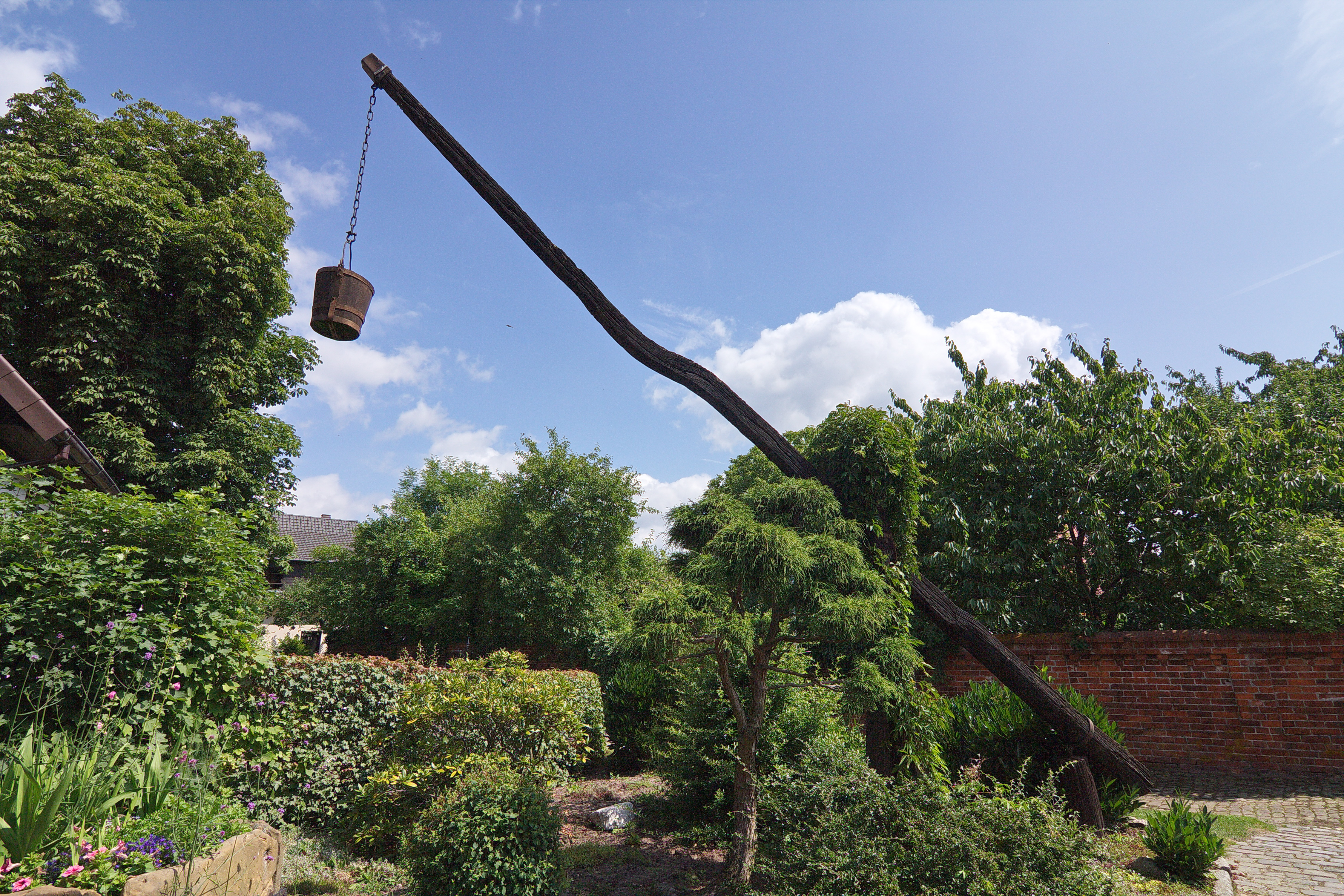
Historischer Ziehbrunnen
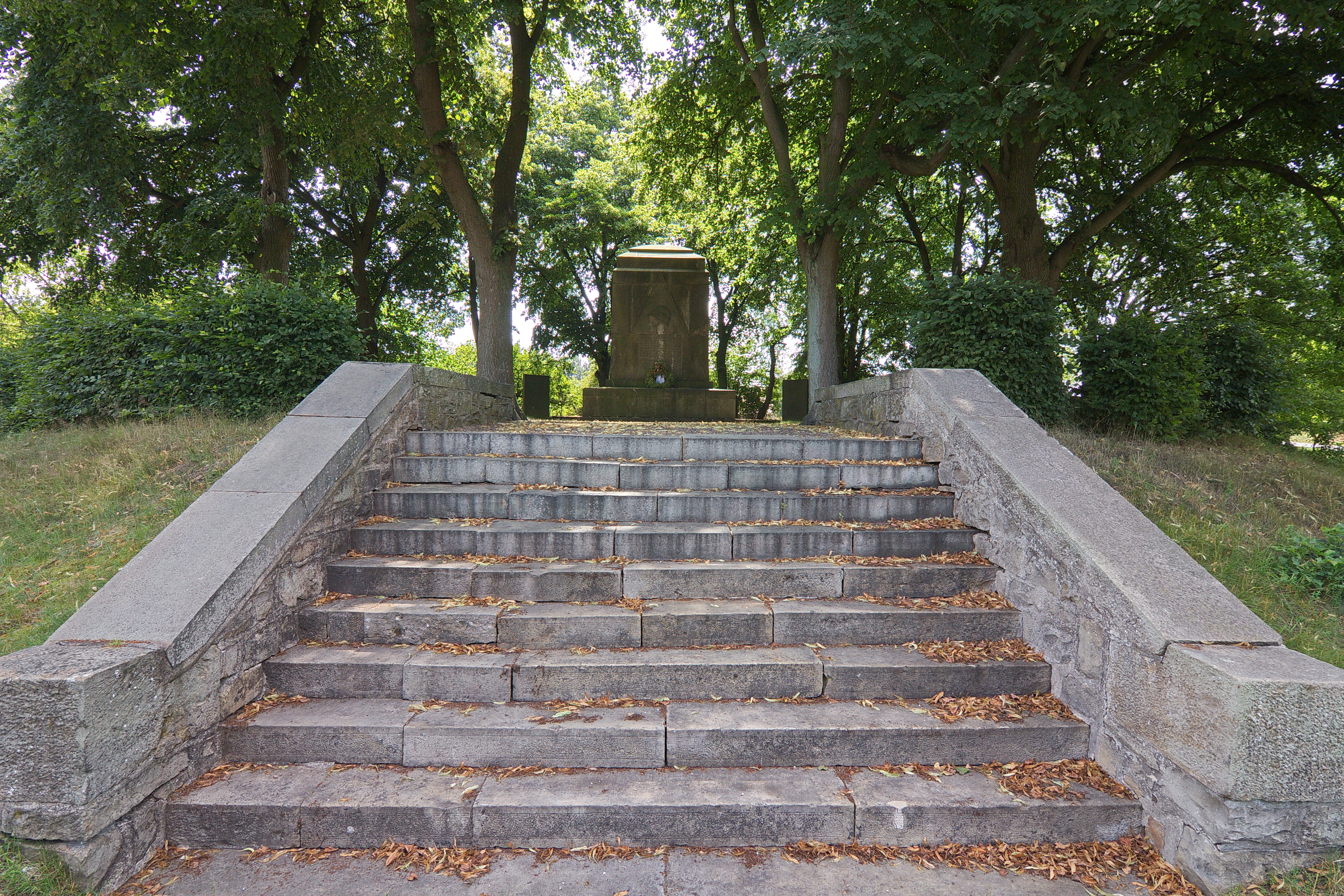
Kriegerdenkmal
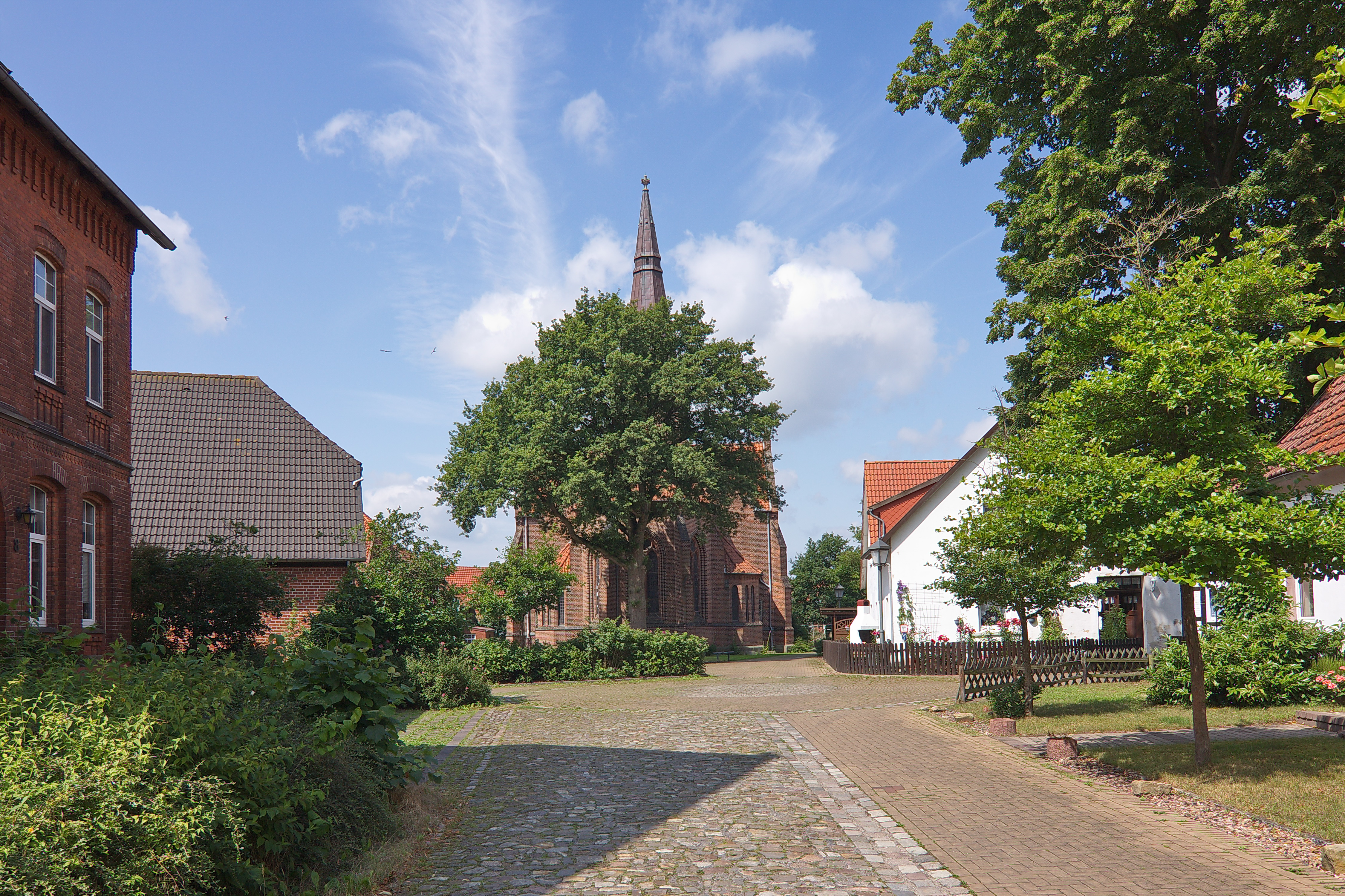
Kirche
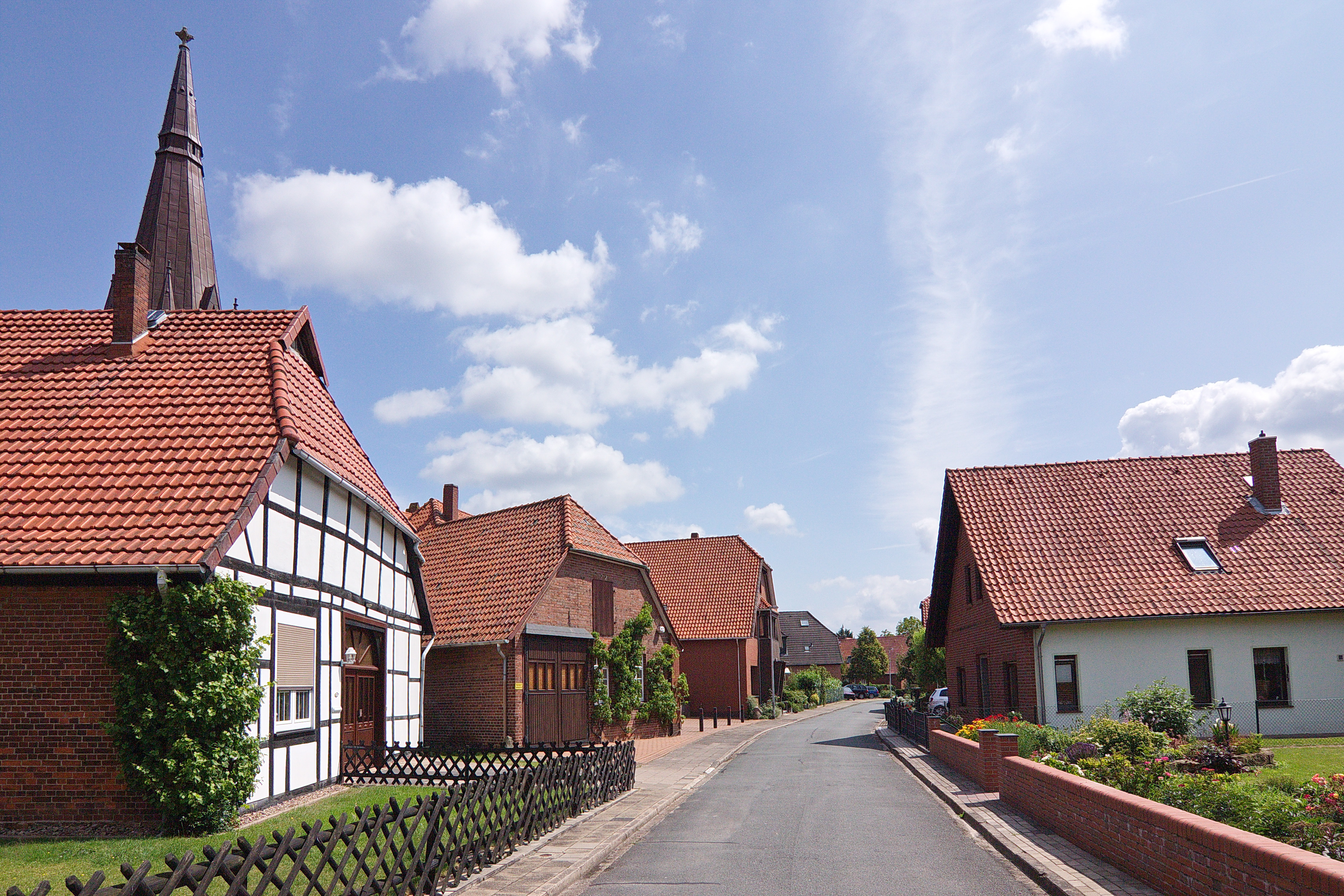
Ortsblick
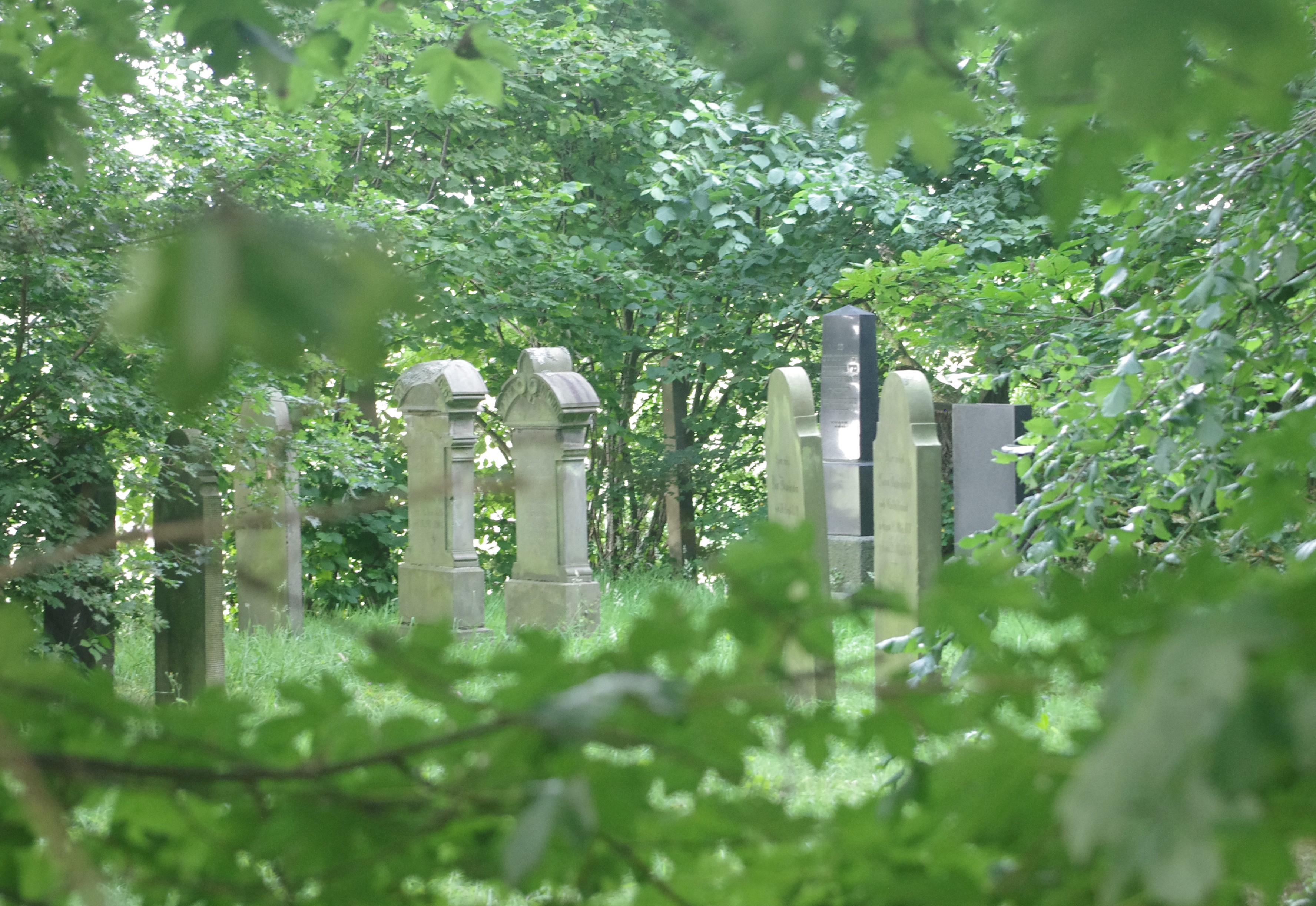
Grabsteine Jüdischer Friedhof

### Regelmäßige Veranstaltungen
- Schützenfest (erstes Juli-Wochenende)
- Jahrmarkt im Frühjahr
- Sportwerbewoche

### Kulinarische Spezialitäten
Neben den Kartoffelprodukten spielt der Spargelanbau eine große Rolle. Am 11. Februar 2006 fand die größte Spargelmesse Europas in Leese statt.

## Wirtschaft und Infrastruktur

### Bildung
- Kindergarten Leese
- Grundschule Leese

### Verkehr
Durch Leese führen die Bundesstraßen 215 und 441. Die B 482 beginnt am südlichen Ortsausgang. Um den Schwerlastverkehr aus dem Ort zu bekommen, ist eine Ortsumgehung geplant.
Der Bahnhof Leese-Stolzenau liegt in Ortsrandlage an der Bahnstrecke Nienburg–Minden. Er wird vom Porta-Express Nienburg–Minden–Bielefeld durch die Eurobahn bedient.
Der Bahnhof Leese lag an der Steinhuder Meer-Bahn im Ortsinneren.

## Persönlichkeiten
- Georg Hermann Ritter (* 1827 in Leese; † 1874 in Tokio), Apotheker und Chemiker, Hochschullehrer in Tokio
- Christian Friedrich Adolf Burghard von Cramm (* 1837 in Leese; † 1913 in Blankenburg), Autor und herzoglich-braunschweigischer Gesandter in Preußen